# Paul-Joseph Carpay
Paul-Joseph Carpay est un peintre et décorateur né à Liège le 26 novembre 1822 et mort à Liège le 27 janvier 1892 .

## Biographie
Paul-Joseph Carpay est né à Liège le 26 novembre 1822 à l'hospice du Crucifix. L'identité de son père est inconnue. Il porte donc le nom de sa mère, Françoise Carpay. Son grand-père, Léonard Joseph Carpay (1759-1834) est peintre décorateur. Paul-Joseph est le second enfant de Françoise. Il a une sœur aînée, Marie-Josèphe-Julie née en 1819, et un frère cadet, Abdomer-Auguste-Renson né en 1826. 
Paul-Joseph Carpay entre à l'académie des Beaux-Arts de Liège en novembre 1842. Il obtiendra, en 1846, le Premier Prix de l'Académie, classe de peinture. Il ne se consacre pas exclusivement à ses études à l'Académie puisqu'il peint déjà des décors pour le Théâtre du Gymnase et le Théâtre Royal. Il faut dire que Paul-Joseph a déjà une famille.
En effet, un an avant son entrée à l'académie, le 22 septembre 1841, il épouse Johanna-Maria Gieren (1821-1887), une jeune Allemande originaire d'Aix-la-Chapelle. Le couple aura trois enfants. Emma naît en 1842. Elle est suivie par Mina en 1845 et Emile en 1847. Ce dernier épousera en 1872 Odile Schiller dont la famille exploitait à Liège un hôtel et des bains. Le couple s'établira à Anvers et deviendra propriétaire de l'hôtel du Courrier, où Paul-Joseph Carpay réalisera une grande peinture murale. 
Après ses études à l'Académie, Paul-Joseph Carpay effectue un voyage en Italie pour se perfectionner. Il n'intègre cependant pas la Fondation Darchis et doit donc financer son séjour lui-même. Il est de retour à Liège en 1848.

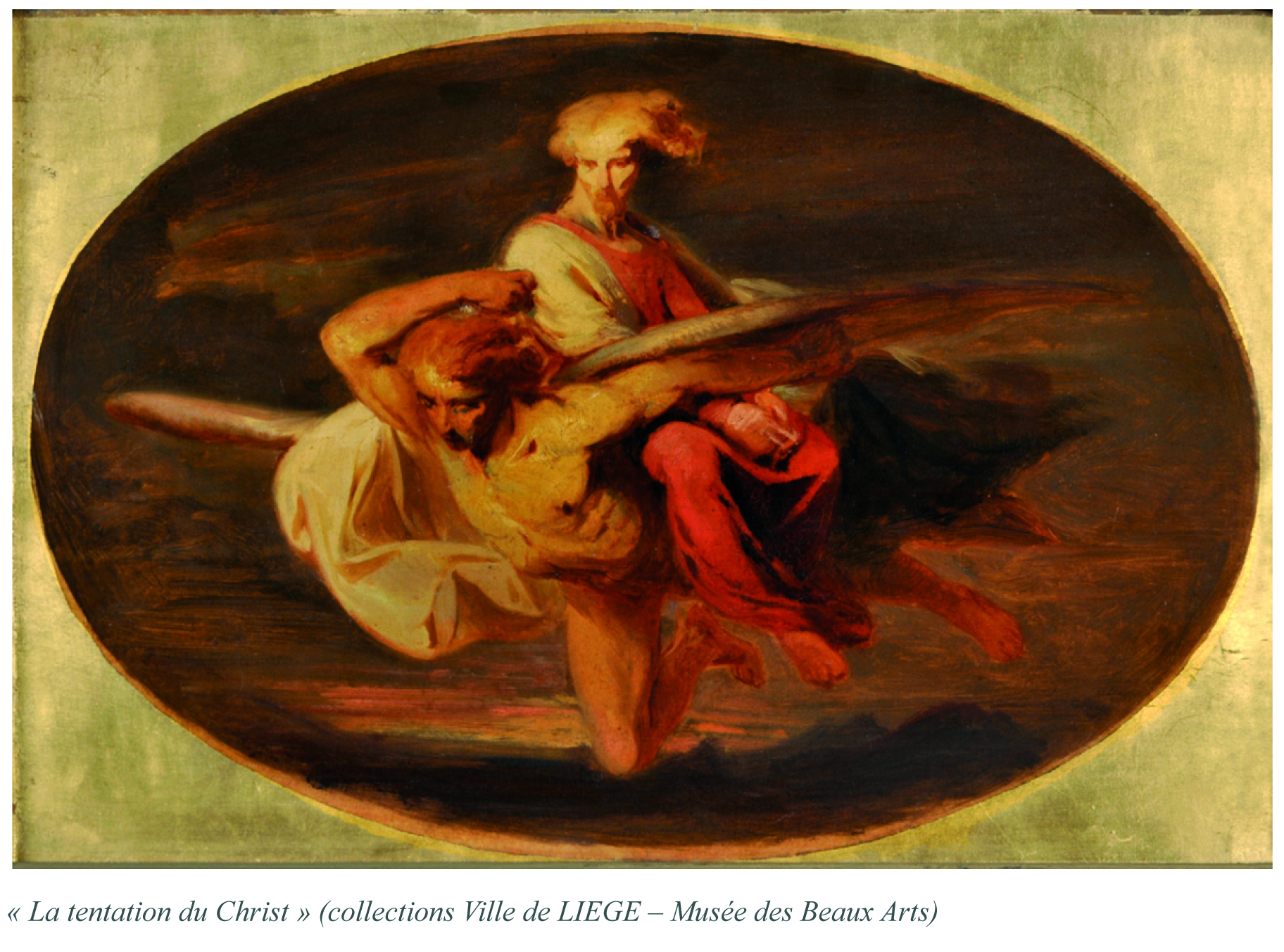
La tentation du Christ

Paul-Joseph Carpay participe à plusieurs Salons :
- Liège en 1847 avec un Ange de plus
- Bruxelles en 1848 avec Chaque chose en son temps et Le Christ tenté par Satan
- Liège à nouveau en 1850 avec Paysannes des environs de Rome et Repos du frère prêcheur

Plan de la maison de Carpay rue de Méan à Liège

Le couple Carpay se fait construire une maison au no 28 rue de Méan. Elle est l'œuvre de l'architecte Godefroid Umé que Paul-Joseph a côtoyé durant ses études à l'Académie. Le propriétaire y exercera son talent puisqu'il y réalise des peintures intérieures dont une pour le plafond de la salle à manger qui sera léguée à la ville de Liège lors de la vente de la maison en 1893. Elle se trouve actuellement au Conservatoire royal de Liège. Cette demeure n'existe plus aujourd'hui.
La carrière de Paul-Joseph Carpay va progressivement décoller si bien qu'il se retrouve un peu partout à Liège tant dans les édifices religieux que civils ou privés. Il mettra également son talent au service de commanditaires provenant de Spa, Verviers, Bruxelles, Anvers, Maastricht...
Paul-Joseph Carpay décède le 27 janvier 1892 à Liège. Il repose dans son mausolée au cimetière de Robermont. Œuvre de l'architecte Monseur, ce mausolée est l'un des plus imposants et des plus décorés avec un ensemble de sculptures par Léon Mignon.
Après sa mort, plusieurs de ses œuvres seront encore présentées au Salon de Liège en 1895 (Barbe-bleue, La Belle au bois dormant et Judas précipité aux enfers). Ensuite, à part une exposition de ses œuvres voulue en 1914 par « Les amis de l'Art Wallon » mais avortée à la suite du début de la Première Guerre mondiale, quelques ventes aux enchères (hôtel des ventes Mosan à Liège en 1991, Christie's à Londres en 2005, L'Homme à Liège en 2009) et une rue de Liège à son nom dans le quartier de Droixhe, Paul-Joseph Carpay tombe dans l'oubli.

## Réalisations

### Dans le domaine religieux

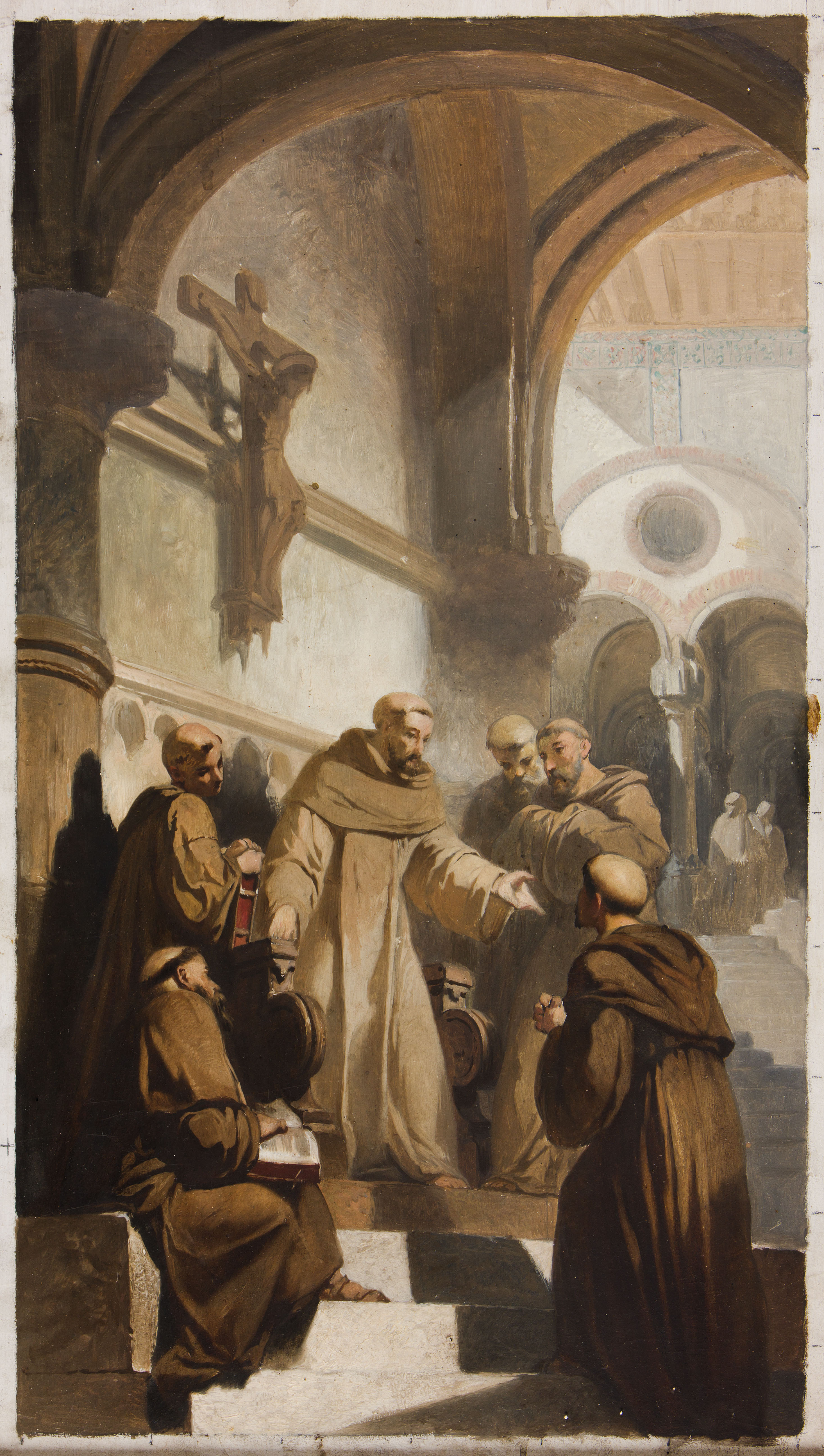
Saint-Antoine reçu par Saint-François

Au chapitre des édifices religieux figure le Grand Séminaire de Liège où Carpay a notamment décoré la coupole en 1855 (actuellement recouverte d'un enduit à la suite des dégâts provoqués par le tremblement de terre de 1983 - seuls les quatre pendentifs représentant les évangélistes, sont encore visibles). 
Il réalise également, entre 1855 et 1860, des travaux de restauration au plafond de la Cathédrale de Liège,. 
Vers 1860, Carpay est à l’œuvre dans l’église Saint-Jacques au niveau des peintures des voûtes du transept. 
Pour la coupole de l'église Sainte-Catherine, Carpay réalise, entre 1855 et 1857, L'Assomption de la Sainte-Vierge (aujourd'hui disparue) ainsi que les quatorze stations du Chemin de Croix,. 
Pour Saint-Barthélémy, il peint en 1855 quatorze médaillons sur le thème des apôtres et des évangélistes. Ils ne sont plus visibles à la suite de la dernière restauration de l'église,,. 
Durant la décennie suivante, on le retrouve dans l'église Saint-Antoine au niveau du chœur avec des épisodes de la vie du Saint (à nouveau, la majeure partie des décors intérieurs ont disparu notamment à la suite des dégâts de la Seconde Guerre mondiale),.  

### Dans les lieux publics

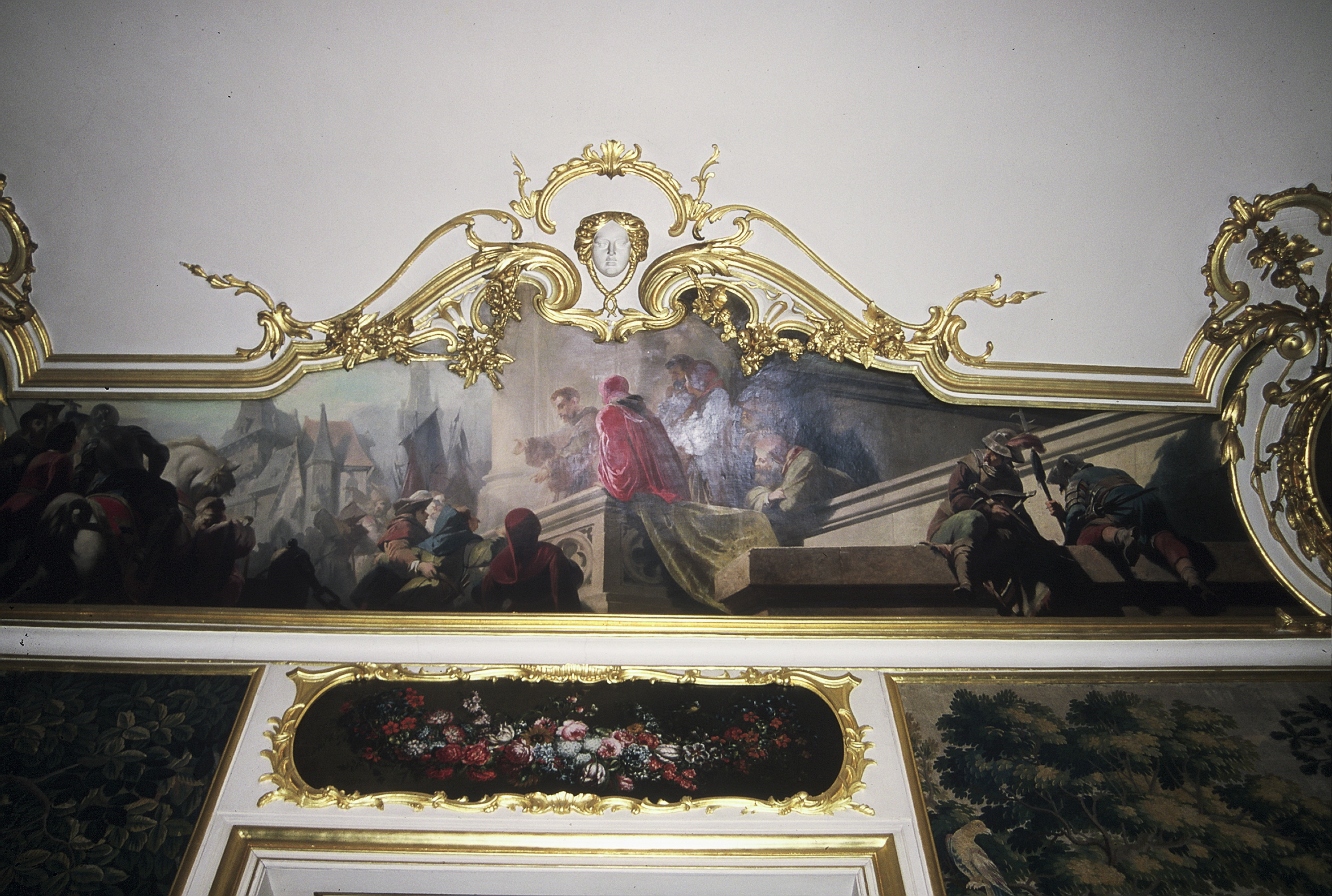
Plafond du salon d'Audenarde - Palais Provincial de Liège

Parmi les édifices civils, on peut citer le palais provincial de Liège (ancien palais des princes-évêques). Au milieu du XIXe siècle, l'architecte Jean-Charles Delsaux est chargé de la construction d'une nouvelle aile du palais. Ce n'est pourtant qu'à partir de 1865 (et jusque dans les années 1880), alors que l'édifice est achevé depuis plus de dix ans, que Paul-Joseph Carpay intervient. Il décore la salle des Gobelins (Les Dieux de l'Olympe, allégorie de la jurisprudence, de l'industrie, du commerce, de la science, des arts et des saisons), le salon Louis XV (symboles des sciences, de l'art et de l'agriculture), la salle des Gardes (figures mythologiques), l'appartement de la Reine (amours et génies), le salon vert ou salon d'Audenarde (Saint-Monulphe prédit la création de la ville de Liège, Raes de Rivière, bourgmestre du peuple, haranguant le peuple, Joyeuse entrée de Ferdinand de Bavière, Départ définitif du Prince-évêque de Méan) et la petite salle à manger,,.
Les décors du casino du Beau Mur à Grivegnée, construit en 1837 dans la banlieue liégeoise (édifice aujourd'hui détruit), étaient également de la main de Carpay. Les thèmes peints sont variés : les mois de l'année, les saisons, les neuf provinces belges, les fleuves et rivières liégeois la (Meuse, l'Ourthe, la Vesdre et l'Amblève).
Le Théâtre du Gymnase à Liège,, tout comme l'hôtel Mohren rue Pont d'Avroy et le casino Grétry sur le boulevard d'Avroy (qui n'existent plus de nos jours) ont également vu le passage de Carpay (il réalisa pour le théâtre une œuvre intitulée "Histoire de l'art dramatique"). 
L'ancien restaurant "la Maison Berney" situé rue des Dominicains au no 28 renferme des décors de Carpay représentant les quatre continents. 
Dans l'immeuble voisin au no 30 de la même rue, ancienne banque Nagelmackers, l'architecte Laurent Demany sollicite Carpay, avec qui il fut élève de l'Académie, pour la réalisation de plusieurs décors.  
La notoriété de Paul-Joseph Carpay dépasse les frontières de la seule ville de Liège et de sa banlieue. En effet, il œuvre à Spa non seulement pour les thermes mais aussi pour le casino. À Verviers, il contribuera aux décors de la Société d'Harmonie. À Anvers, il réalise "L'avant-dernier toast à Gambrinus" dans l'hôtel de son fils (hôtel du Courrier - aujourd'hui disparu), peinture dans laquelle il intègre des personnages à son effigie et à celle de son fils et du beau-père de celui-ci, Carl Schiller.

### Dans les demeures privées
Paul-Joseph Carpay est également sollicité pour de nombreuses demeures privées. Là aussi, son talent se déploie en dehors de sa ville natale puisqu'il peint, dans le palais du comte de Flandre à Bruxelles (actuelle Cour des Comptes), au-dessus de la cage d'escalier d'honneur, un plafond évoquant un épisode de la guerre de Troie accompagné de quatre peintures illustrant les vertus cardinales. Il réalise également des dessus de portes en grisaille. 
Carpay intervient également :
- à Valkenburg, dans la salle des Miroirs du château Saint-Gerlach,
- à Maastricht au château de Bethléem,
- à Anthisnes dans le salon en rotonde du château de Vien,
- à Marneffe dans le château du Sart.

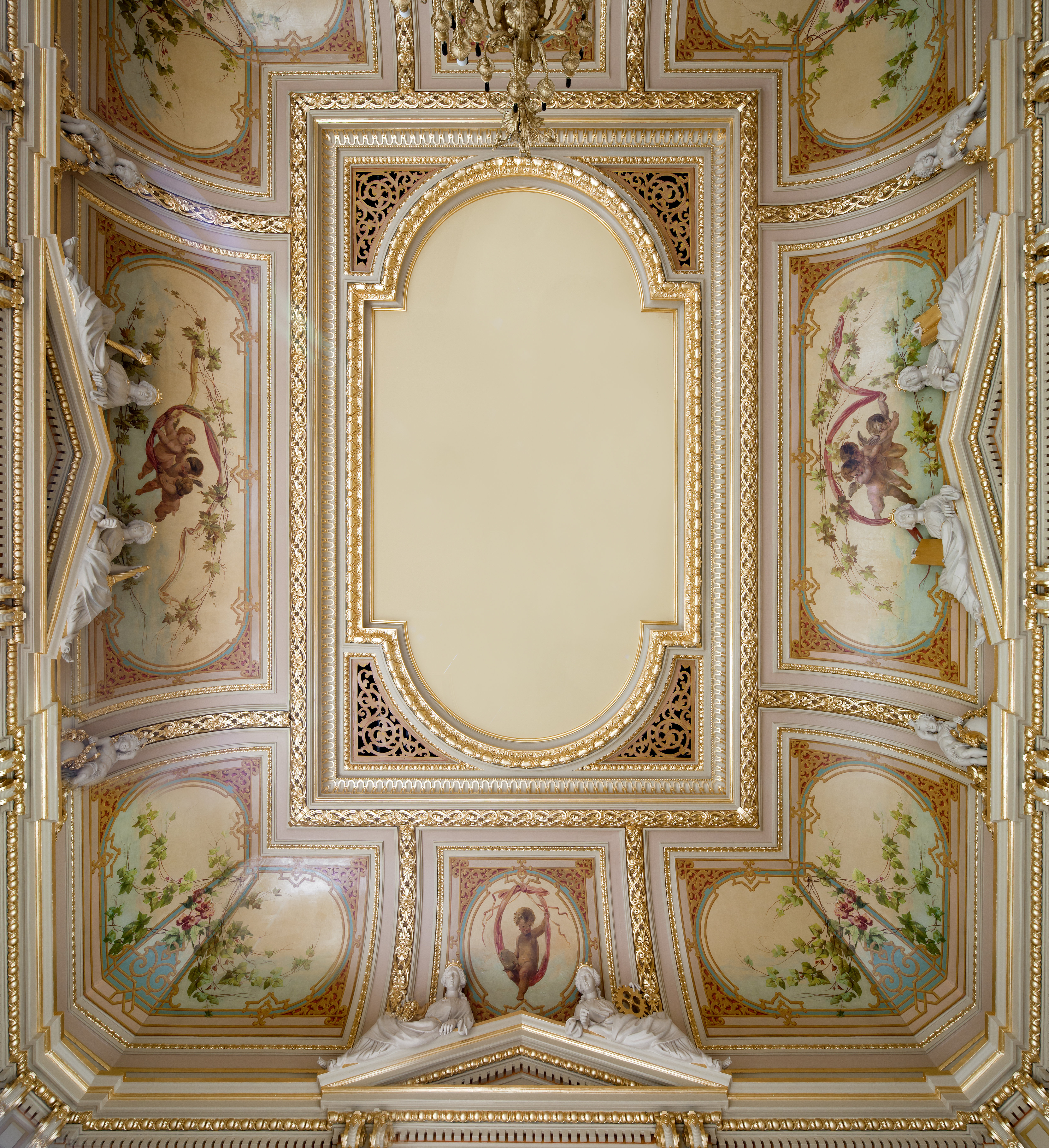
Plafond du grand salon Comte Velbruck - Société littéraire de Liège

A Liège, Paul-Joseph Carpay aura l'occasion de s'atteler à la décoration intérieure du Cercle de la Société Littéraire, situé place de la République française, après l'incendie qui ravagea l'immeuble dans la nuit du 30 au 31 juillet 1859. À nouveau, le partenariat Demany / Carpay se met en place (comme pour l'ancienne banque Nagelmackers rue des Dominicains). Les travaux s'achevèrent en 1862. Carpay s'est occupé des plafonds et des murs en y peignant de nombreux "puttis", guirlandes végétales, compositions florales et arabesques,.

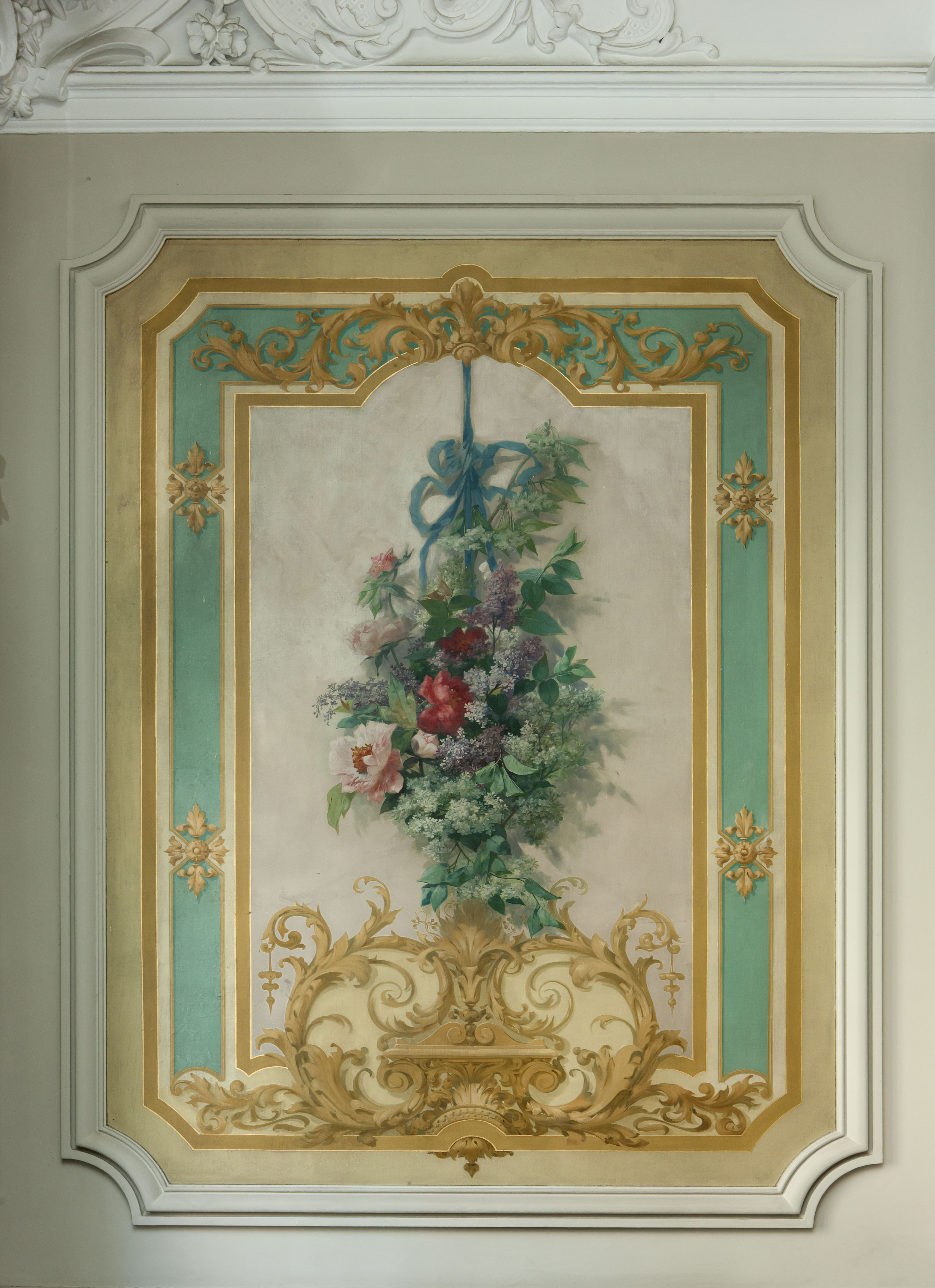
Décor intérieur de la maison Begasse de Dhaem à Liège

Carpay œuvrera encore dans sa ville dans différents lieux comme :
- l'hôtel de Donnea place Xavier Neujean,
- la maison Begasse de Dhaem rue Lambert-le-Bègue,
- la partie résidentielle de l'abbaye du Val-Benoît[34],
- l'hôtel Warzée (ou hôtel Tart) place Saint-Jacques,
- l'hôtel de Sélys-Longchamps au Mont Saint-Martin
- l'hôtel de Lame place de la République française (aujourd'hui disparu)...

## Tableaux et dessins
S'il s'adonne de façon quasi industrielle à la décoration intérieure de nombreuses édifices, Paul-Joseph Carpay réalisera également plusieurs peintures et dessins comme ceux présentés lors des différents Salons de Liège et Bruxelles. Citons encore :
- sa copie du "Miracle de l'esclave" par le Tintoret,
- sa version de "Saint-Lambert au banquet de Jupille" (original de Auguste Chauvin),
- "le buisson indiscret",
- son autoportrait

Ces œuvres sont conservées dans la famille Carpay et dans les collections du Musée des Beaux-Arts de Liège.